# Малінче

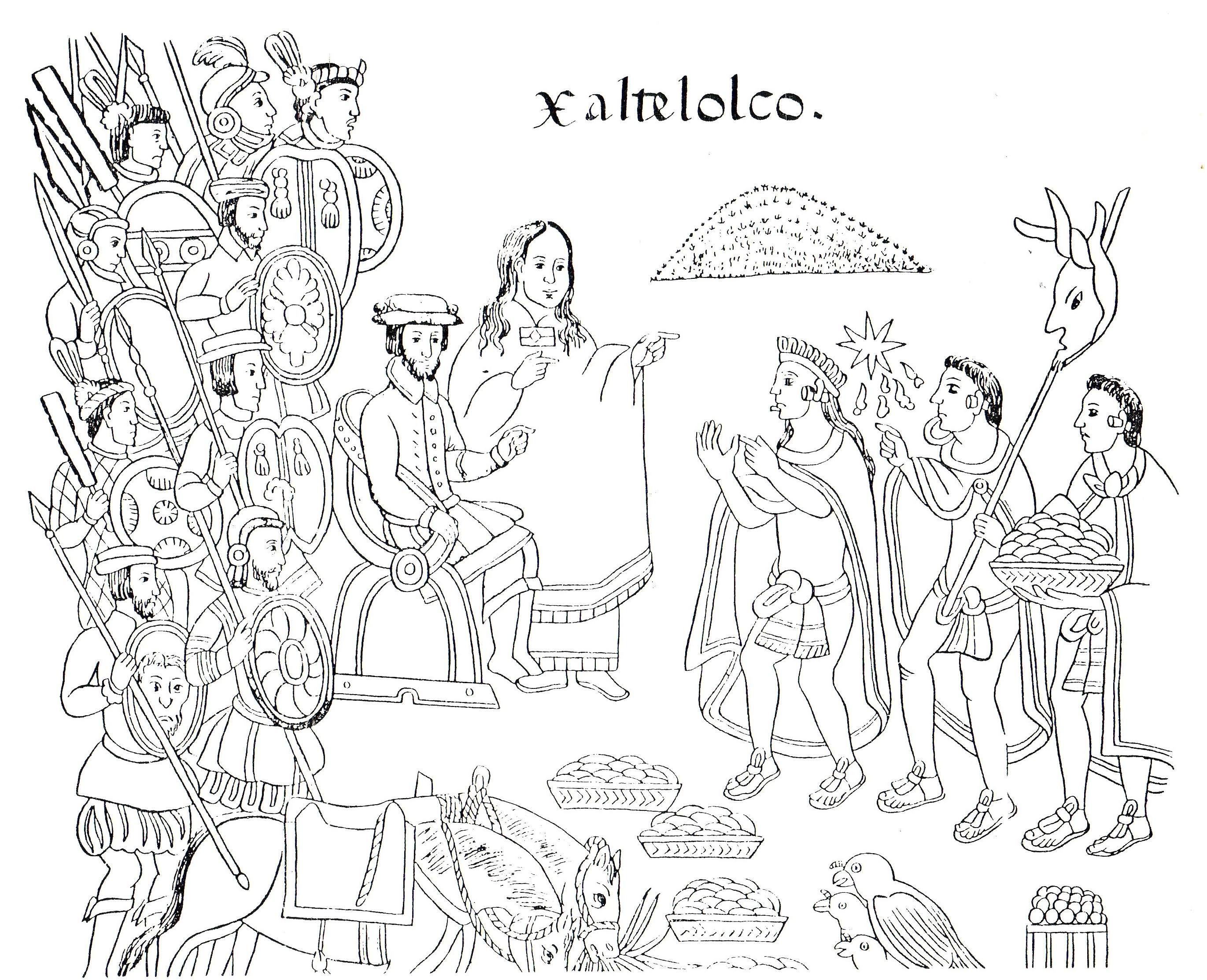
Малінче і Ернан Кортес в м. Шалтелолко. Зображення з ацтекського кодексу XVI сторіччя.

Малі́нче (ісп. La Malinche; 1496 — 1529, в інших джерелах 1551), також відома як Малінцин та донья Марина — індіанка (ймовірно з племені науа) з узбережжя Мексиканської затоки в сучасній Мексиці, що супроводжувала Кортеса і відіграла активну роль у завоюванні Мексики іспанцями, була перекладачкою, радницею і посередницею між двома культурами. У стосунках з Кортесом народила сина, який вважається одним з перших метисів (діти змішаних іспано-індіанських шлюбів), які зараз становлять більшість населення Мексики. Сьогодні в Мексиці Малінче все ще залишається значущою і дещо суперечливою фігурою: втілюючи зраду («Ла Чинґада»), типову жертву обставин або просто символічну матір нового мексиканського народу. Протофеміністка, вшанована на Поверсі спадщини Джуді Чикаго.

## Біографія

### Походження
Про минуле Малінче відомо мало. Про її життя до підкорення Мексики відомо переважно з повідомлень офіційного біографа Кортеса Франсіско Лопеса де Ґомари і деяких його сучасників-конкістадорів, наприклад, Андреса де Тапіа і Берналя Діаса дель Кастільйо (більшість інформації отримана саме з його літопису «Справжня історія підкорення Нової Іспанії» (ісп. «Verdadera Historia de la Conquista de Nueva España»).
За версією Діаса дель Кастільйо, Малінче була жінкою знатного роду — першою дитиною правителя Пайнала (біля нинішнього Коацакоалькоса, у той час прикордонного району ацтекської імперії з державами мая на Юкатанському півострові). Ще коли вона була дитиною, помер її батько, а мати вдруге вийшла заміж, народивши від нового чоловіка сина. Ставши незручною падчеркою, дівчинка була продана або просто віддана торговцеві рабинями з Шикаланго, важливого комерційного центру, розташованого на узбережжі. Діас стверджує, що сім'я Малінче сфабрикувала її смерть, представивши тіло недавно померлої дитини раба за свою дочку. За деякими даними вона була ще раз продана або віддана іншим і так опинилася в Потончані, де її, урешті-решт, подарували іспанцям.

### Участь в підкоренні імперії ацтеків
Малінче опинилася в іспанців у квітні 1519 року — вона була серед 20 жінок, подарованих мая чонталь з Потончана (у нинішньому штаті Табаско) іспанцям, які перемогли тих у битві. Її вік на той час невідомий, але припускають, що їй було близько 20 років. Вважається, що Малінче мала привабливу зовнішність. Цікавим є факт, що, попри її привабливість, Ернан Кортес подарував Малінче, можливо, найзнатнішому членові експедиції, Алонсо Ернандо Пуертокарреро. Але згодом Кортес відправив Пуертокарреро посланцем до іспанського короля Карла V, а сам вирішив залишити дівчину собі, вважаючи що Малінче є або дуже цінною, або привабливою, щоб бути переданою комусь іншому.
Перш ніж 20 жінок-рабинь, подарених іспанцям, були розподілені серед воєначальників для «помелу зерна», Кортес наполіг, щоб їх охрестили, так Малінче отримала іспанське ім'я «Марина». Існували свідоцтва, що індіанці науа пізніше звали її «Малінцин». Невідомо, чи ім'я «Марина» було обране через фонетичну схожість зі справжнім ім'ям, або було вибране навмання з імен часто використовуваних іспанцями того часу. «Малінче» напевно є спотворене іспанцями звучання імені «Малінцин», що фактично було творенням індійців науа, коли вони додали до іспанського імені «Марина» шанобливий суфікс «цин». Існує широко поширена, але необґрунтована версія про походження її імені від індіанського слова «Маліналлі» — назва нещасливого дня, корінь цього слова є назвою різновиду трави.
Протягом декількох тижнів, згідно з уцілілими індіанськими й іспанськими джерелами, молода дівчина стає перекладачкою — з мови науатль (основної мови індіанців центральної Мексики) на мову мая чонталь (юкатецьку). Геронімо де Аґіляр, який провів після кораблетрощі у полоні в юкатанських мая декілька років і розумів їхню мову, перекладав для Кортеса з цієї мови іспанською. До кінця року, коли іспанці захопили Теночтітлан, жінка, яку індіанці стали називати «Малінцин», вивчила іспанську достатньою мірою, щоб перекладати Кортесу вже безпосередньо з науатля. Індіанці, відмічаючи її провідну роль, також почали називати  «Малінцин» і самого Кортеса, можливо, вказуючи на те, як сильно обоє були залежні одне від одного. Згідно з уцілілими джерелами, Малінче також попереджала Кортеса про декілька секретних планів ацтеків знищити його невелику армію і, удаючи згоду з їхніми планами, заманювала їх у пастку іспанців.
Після падіння Теночтітлана в серпні 1521 року і народження сина Мартина Кортеса згадки про Малінче зникають і з'являються знову лише у згадках невдалої експедиції Кортеса до Гондурасу в 1524—1526 рр., коли вона знову супроводжувала Ернана Кортеса і служила йому перекладачкою (це дозволяє припустити, що вона також знала діалекти мов мая — чонталь і юкатецьку). Перебуваючи у джунглях Юкатана на шляху до Гондурасу, вона була віддана заміж за Хуана Харамільйо, соратника Ернана Кортеса, від якого у неї в 1527 році народилася дочка, яку також назвали Мариною. Надалі про Малінче майже нічого не відомо, навіть рік її смерті — рік 1529, викликає у деяких вчених сумніви. Існують також джерела, що вказують на дату її смерті в 1551 році.

## Значення

### Роль в історії Мексики
Самий факт, що конкістадори мали надійну перекладачку, був, поза сумнівами, їхнім величезним успіхом; проте, також є свідчення, що роль Малінче в історії не обмежувалася лише перекладом і вона впливала на хід багатьох подій. Берналь Діас дель Кастільйо, який був солдатом часів підкорення Мексики, в старості зробив детальний опис тих подій у «Verdadera Historia de la Conquista de Nueva España» («Правдива історія завоювання Нової Іспанії»), де дуже часто і з благоговінням згадує про «велику леді» донью Марину (завжди використовуючи перед ім'ям шанобливе слово «донья»). «Без допомоги доньї Марини, — пише він, — ми б не зрозуміли мову Нової Іспанії та Мексики». Родрігес де Окана (Rodriguez de Ocana), інший конкістадор, приписує Кортесові твердження, що після бога, Марина була головною причиною їхнього успіху в Мексиці.
Індіанські джерела свідчать про значну роль Малінче, підтверджуючи факт її популярності. «Лієнсо де Тлашкала» (Історія Тлашкали), наприклад, доволі рідко згадує Кортеса без перекладачки безпосередньо поряд з ним, натомість Малінче іноді зображена сама, без Кортеса, мабуть, указуючи на її особистий вплив на деякі події. Якщо в дитинстві вона виховувалася для життя при дворі, що випливає зі слів Діаса, то її відданість Кортесу могла бути продиктована правилами поведінки в шлюбі, звичної серед місцевої еліти. У ролі головної дружини, що нею вона виявилася в цьому альянсі, Малінче мала допомагати своєму чоловікові в досягненні його військових і дипломатичних цілей.
У сучасному мексиканському суспільстві слово малінчизмо використовується для означення своїх співвітчизників, які зрадили свій народ і батьківщину, тих, хто змішав свою кров і культуру з європейською або будь-якою іншою іноземною. Ця позиція відносно Малінче, на думку декого, суперечлива й короткозора, хоча цілком зрозуміла. На думку деяких істориків, внесок Малінче в історію Мексики має й позитивні моменти. Зокрема, завдяки своїй участі в експедиції Кортеса перекладачкою, вона врятувала велику кількість власного народу: без гарного перекладача і порадника Кортес винищив би набагато більше ацтеків, ніж насправді сталося. Ацтекська імперія, релігія та практика людських жертвопринесень була знищена, але сам народ, мова і багато чого з його історії та культури вижило і поєдналося з європейською культурою. Оцінка внеску Малінче в історію своєї країни і сама її постать все ще залишається суперечливою.

### Малінче в літературі та мистецтві
Малінче стала міфічною фігурою в Мексиці, яку латиноамериканські артисти представляють в різних видах мистецтв. Її фігура пронизує історичні, культурні і соціальні прошарки латиноамериканської культури. У наш час в різних літературних жанрах вона порівнюється з фігурами Діви Марії, Йорони і за її безстрашність і хоробрість з мексиканськими солдадерас — (жінками, що билися разом з чоловіками під час Мексиканської революції). Врешті-решт, спадщина Ла Малінче є одним з міфів, змішаним з легендою і з дещо ворожим ставленням до цієї жінки частини мексиканського народу. Багато хто бачить в її образі засновницю нової мексиканського народу, проте, інші бачать в ній зрадницю, що прослідковується з її псевдоніма Ла Чінґада (La Chingada).
Ла Малінче є головною героїнею роману Коліна Фалконера «Пернатий Змій: новела про конкісту Мексики» (англ. Feathered Serpent: A Novel of the Mexican Conquest, Colin Falconer). У Гері Дженнінгса, в романі «Ацтек», вона представлена підступною зрадницею. Авторське дослідження історичної і міфічної особи Малінче було проведене Ганною Леніон в «Конкіста Малінче» (англ. Malinches Conquest). Любовний роман Лаури Есківель «Малінче» розповідає про жінку Маліналлі, маріонетку в руках історії, що стала згодом Малінче, зрадженою коханкою Кортеса (англ. Malinche).
В американському телевізійному серіалі «Зоряний шлях» космічний корабель «USS Malinche», був названий так на честь Малінче. Ім'я кораблю було дано Робертом Х'юїттом Вульфе, який разом з Гансом Беймлером пізніше написав сценарій під назвою «Змія і Орел» (англ. The Serpent and the Eagle).
Октавіо Пас розглядає спірне питання про роль Ла Малінче як матір мексиканської культури в «Лабіринті Самоти» (англ. The Labyrinth of Solitude). Він використовує її зв'язок з Кортесом як символічне представлення мексиканської культури, як такої, що зародилася в результаті насильства. Він проводить аналогію, що Малінче істотним чином допомогла Кортесу підкорити і знищити ацтекську культуру та підкорилася йому. Його заява підсумовує основну тему книги, що мексиканська культура — це складний лабіринт.